# Emilio Fernández Vaamonde
Emilio Fernández Vaamonde (La Coruña, 1867-Madrid, 1913) fue un poeta, escritor y periodista español.

## Biografía

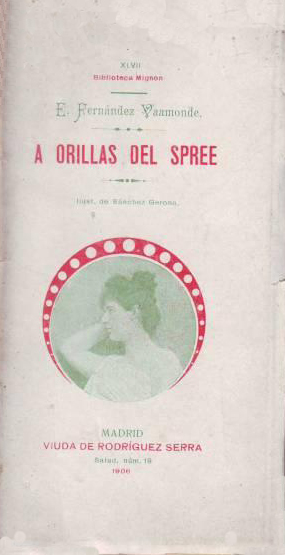
A orillas del Spree (Biblioteca Mignon), con ilustraciones de Sánchez Gerona

Nacido en 1867 en La Coruña, fue catedrático de los Institutos de Soria y Cabra, además de colaborador de La Ilustración Española y Americana (1897-99), El Noroeste (1902), La Voz de Galicia y La Idea Moderna,  entre otras publicaciones periódicas. A Fernández Vaamonde, quien se habría destacado por su «facilidad para la poesía amorosa», Julio Cejador y Frauca le describe como un «celebrado poeta, tan elegante y atildado en sus versos como en su vestir».
Entre sus obras publicadas se encuentran títulos como Munia, Bosquejos galaicos, Cuentos amorosos, Dulces y amargas (1896), Mujeres (1897), Diálogos y Después del desastre (1899), además de un A orillas del Spree (apuntes berlineses), publicado como parte integrante de la colección literaria Biblioteca Mignon e ilustrado por José Sánchez Gerona.
Fue profesor de alemán en Salamanca y en la Escuela de Arquitectura de Madrid. Falleció en Madrid a finales de 1913.